# Gérard Hernandez

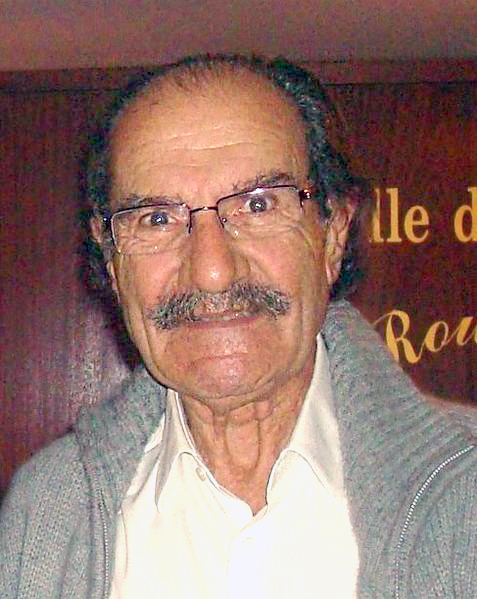
Gérard Hernandez in Pléneuf-Val-André im Jahr 2008

Gérard Hernandez (* 20. Januar 1933 in Valladolid, Spanien) ist ein französischer Schauspieler und Synchronsprecher.

## Leben
Gérard Hernandez wurde in Spanien geboren und kam in jungen Jahren mit seinen Eltern nach Paris. Mitte der 1950er Jahre hatte er seine ersten Einsätze in Film, Fernsehen und Theater. Er spielte zahlreiche Nebenrollen, überwiegend in Komödien. Er wurde zudem ein oft gebuchter Synchronsprecher, dabei für eine Reihe von Zeichentrickfilmen und Serien. 1992 und 1994 wurde er für den Theaterpreis Molière als Bester Nebendarsteller nominiert.
Seit 2009 spielt er als „Raymond“ in der Sitcom Scènes de ménages.

## Filmografie (Auswahl)
- 1969: Das Superhirn (Le cerveau)
- 1974: Abgetaucht (Les Gaspards)
- 1977: Bobby Deerfield
- 1979: Damit ist die Sache für mich erledigt (Coup de tête)
- 1980: Zwei Kamele auf einem Pferd (C’est pas moi, c’est lui)
- 1981: Der Saustall (Coup de torchon)
- 1984: Fröhliche Ostern (Joyeuses Pâques)
- 1989: Kommissar Moulin (Commissaire Moulin, Fernsehserie, 1 Folge)
- Seit 2009: Scènes de ménages (Fernsehserie)
- 2013: Fonzy

### Synchronsprecher
- 1976: Asterix erobert Rom als „Ehrwürdiger“
- 1978: Lucky Luke – Sein größter Trick als „Jack Dalton“
- 1983: Lucky Luke – Das große Abenteuer als „Jack Dalton“
- 1995: Iznogoud als „Iznogoud“ (Zeichentrickserie)
- 2011: Die Schlümpfe als „Papa Schlumpf“
- 2018: Asterix und das Geheimnis des Zaubertranks als „Atmosferix“
- 2020: Josep als „Großvater Serge“